# ألكساندرا بيريس
ألكساندرا بيريس (بالمجرية: Béres Alexandra)‏ هي عارضة مجرية، ولدت في 7 مايو 1976 في بودابست في المجر.

## وصلات خارجية
- الموقع الرسمي
- ألكساندرا بيريس على موقع الاتحاد الدولي للكرلنغ (الإنجليزية)